# Elfer Aladár
Elfer Aladár (Szarvas, 1877. augusztus 28. – Kolozsvár, 1944. április 8.) magyar belgyógyász, orvosi szakíró.

## Életútja
Elfer Jakab és Fürst Júlia fia. Oklevelének megszerzése után Kolozsvárt a Purjesz Zsigmond professzor vezette belgyógyászati klinikán tanársegéd, majd a diagnosztikai előadó, s nyilvános rendkívüli egyetemi tanár (1905-19), a két világháború közt magánpraxist folytatott Kolozsvárt. Az orvosi kémia és belgyógyászat köréből hazai és külföldi szakfolyóiratokban számos dolgozata jelent meg, orvosi közleményeivel az 1910-es évek végéig állandóan jelen volt az EME köteteiben (különlenyomatokban is). A népszerű táplálkozásról címen az EME orvostudományi szakosztályában tartott előadást (1930), az EME marosvásárhelyi vándorgyűlése keretében (1930) a gyomorrákról értekezett.
Tudományos tevékenységét több más kitüntetés mellett a Francia Köztársaság Becsületrendjével ismerték el.
Felesége dr. Dávid Margit Ilona orvos volt, akivel 1912. július 9-én Budapesten, az Erzsébetvárosban kötött házasságot.